# Incidente de las ovejas en Dugway

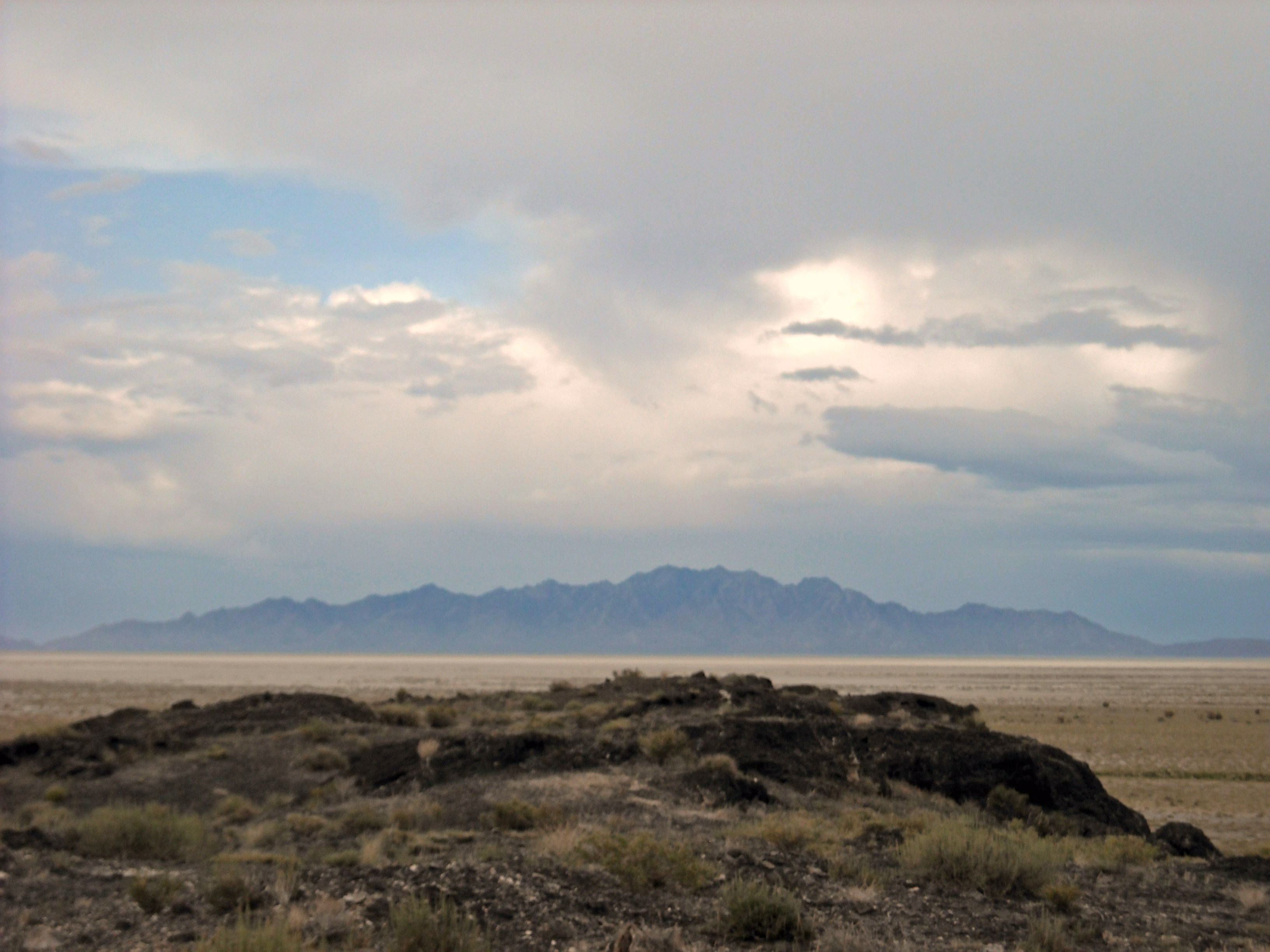
El incidente de las ovejas en Dugway

El incidente de las ovejas en Dugway, también conocido como la matanza de las ovejas de Skull Valley, fue un desastre que tuvo lugar el 12 de abril de 1968 en conexión con los programas de armas químicas y biológicas del Ejército de los Estados Unidos en Dugway Proving Ground en Dugway, Utah. Seis mil ovejas murieron en los ranchos cercanos a la base militar y la explicación popular culpó del incidente al Ejército por experimentar con armas químicas, aunque se han ofrecido explicaciones alternativas. Un informe, encargado por el oficial de prensa de la Fuerza Aérea Jesse Stay y que fue hecho público en 1998, fue llamado la «primera admisión documentada» por parte del Ejército de que un gas nervioso mató a las ovejas en Skull Valley. Así pues, durante una prueba en Dugway, se liberó el VX, un gas considerado una arma química.

## Antecedentes
Desde su fundación en 1941, gran parte de la actividad en Dugway Proving Ground ha sido un secreto bien guardado. Las actividades en Dugway incluían pruebas áreas con agentes nerviosos. Según informes publicados por New Scientist, Dugway todavía estaba produciendo pequeñas cantidades de Bacillus anthacis —agente causante del carbunco (ántrax)— en 1998, 30 años después de que Estados Unidos renunciara al uso de armas biológicas. Hubo, por lo menos, otros 1100 experimentos químicos en Dugway durante la época del incidente de las ovejas. En total, casi 230 toneladas de gas nervioso fueron dispersadas durante pruebas al aire libre. También hubo pruebas en Dugway con otras armas de destrucción masiva, incluyendo 328 pruebas al aire libre de armas biológicas, 74 pruebas con bombas sucias y el equivalente a 8 fusiones de núcleos de reactores nucleares.

## Incidente
En los días previos al incidente de las ovejas, el Ejército de los Estados Unidos en Dugway Proving Ground llevaron a cabo, por lo menos, tres operaciones separadas que involucraron agentes nerviosos. Las tres operaciones ocurrieron el 13 de marzo de 1968: una incluyó el experimento de disparar un obús químico; otra, la quema de 600 litros de gas nervioso en una fosa al aire libre; y en la tercera, un jet esparció gas nervioso en un área fijada a unos 43 km al oeste de Skull Valley. Este tercer evento ha sido usualmente el conectado con la matanza de ovejas en Skull Valley.
La crónica del experimento en Dugway Proving Ground indica que el incidente de las ovejas comenzó con una llamada telefónica a las 12:30 a. m. del 17 de marzo de 1968. El director del contrato ecológico y epidemiológico de la Universidad de Utah con Dugway, un tal Dr. Bode llamó a Keith Smart, el jefe de la sección de ecología y epidemiología en Dugway para informar que 3000 ovejas estaban muertas en el área. El informe inicial del incidente llegó a oídos de Bode por parte del gerente de una compañía de ganado de Skull Valley. Las ovejas estaban pastando en un área a unos 43 km del campo de pruebas; un total de 6000 a 6400 ovejas muertas fueron atribuidas los siguientes días como resultado del incidente. La Oficina de Seguridad de Dugway llegó a contabilizar un total de 3843 ovejas muertas.

## Causas posibles
Una explicación en los días posteriores al incidente fue que un arma química o biológica había escapado de Dugway Proving Ground. La lógica dictaba que para que 3000 ovejas sufrieran una muerte casi instantánea debía estar involucrado un agente químico proveniente de Dugway. La evidencia circunstancial pareció apoyar esta afirmación, pues el Ejército de Estados Unidos admitió haber llevado a cabo experimentos al aire libre con VX, un gas nervioso en los días previos a la matanza de ovejas. Asimismo, el Ejército dio a entender que un aspersor había funcionado mal durante la prueba, lo que había ocasionado que una aeronave continuara esparciendo VX mientras ascendía a mayores altitudes. También se informó que una pequeña cantidad de VX fue encontrada en la lana de las ovejas muertas.
Otra información contradijo las suposiciones iniciales sobre la causa del incidente. Una contradicción a que la causa fuera la exposición a un gas nervioso provino de los síntomas de algunas de las ovejas después del incidente. Varias ovejas, todavía con vida, se sentaron sin moverse en el suelo. Las ovejas se negaron a comer, pero exhibieron patrones normales de respiración y mostraron señales de hemorragia interna. La respiración regular y la hemorragia interna son inconsistentes con la exposición a gases nerviosos. Además, ningún otro animal en el área, algunos mucho más susceptibles al envenenamiento con gases nerviosos, resultó afectado.

## Consecuencias
El incidente tuvo un impacto en el Ejército y en la política militar estadounidense en menos de un año. La infamia internacional del incidente contribuyó a la decisión del presidente Richard Nixon de prohibir toda prueba de armas químicas al aire libre en 1969. El incidente de las ovejas fue uno de los eventos que contribuyó al aumento de una opinión pública contraria al U.S. Army Chemical Corps durante y después de la Guerra de Vietnam. Finalmente, esta unidad fue casi desmantelada como resultado.
Tras el incidente, el Ejército y otras agencias estatales y federales compilaron informes, algunos de los cuales fueron posteriormente caracterizados como "estudios". Un informe que permaneció clasificado hasta 1978 y no estuvo disponible al público hasta cerca de 30 años después del incidente fue llamado la «primera admisión documentada» por el Ejército de que el VX mató a las ovejas. En 1998, Jim Woolf, periodista de The Salt Lake Tribune, hizo público el contenido del informe por primera vez. El informe describía la evidencia de que el gas nervioso había sido la causa de la matanza de ovejas como «incontrovertible». El informe de 1970, compilado por investigadores del Aberdeen Proving Ground del Ejército en Maryland, sostuvo que el VX fue encontrado tanto en las muestras de nieve como en las de pasto, recuperadas del área tres semanas después del incidente de las ovejas.
El informe concluyó que «la cantidad de VX originalmente presente era suficiente para explicar la muerte de las ovejas». Incluso después de que el informe fuera publicado, el Ejército mantuvo que no aceptaba la responsabilidad por el incidente ni admitía negligencia. Todavía en 1997, un año antes de que el informe fuera publicado, oficiales del Departamento de Defensa afirmaron que «la razón de que [el informe] nunca fuera publicado es debido a que no era particularmente revelador»